# Albert Skeel

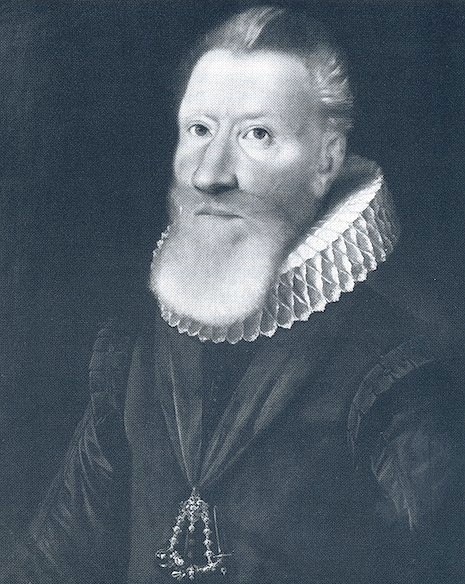
Albert Skeel, porträtt på Frederiksborgs museum

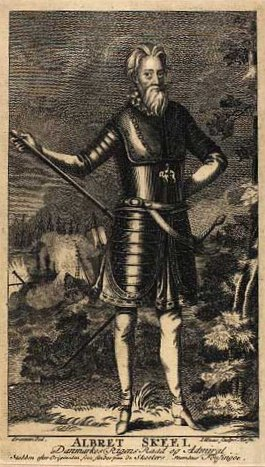
Porträtt på Det Kongelige Bibliotek

Albert Skeel, eller Albret Skeeel, född 23 november 1572 på godset Fussinge, Sønderlyngs härad på Jylland, död 9 april 1639 på Riberhus i Ribe, var en dansk amiral.
Albert Skeel var ryttmästare för Riberfanan (den gula) åt danske kung Kristian IV under Kalmarkriget. Han deltog bland annat vid erövringen av Nya Lödöse 1611 och stormningen av Älvsborgs fästning 1612. Han ledde därefter ett infall i Västergötland. Han utnämndes 1616 till riksråd och riksamiral.
Han var också sändebud och fredsförhandlare. Han disponerade slottet Riberhus i Ribe mellan 1601 och 1627 och åter mellan 1628 och 1639. Han köpte godset Katholm 1616.
Albert Skeel är begravd i Ribe domkyrka, där det finns ett epitafium. Han är också avbildad på en oljemålning på Frederiksborgs slott och på herrgården Ryegaard. Utöver detta finns det ett kopparstick av Jonas Haas från 1753 efter en teckning av Peter Cramer, vilken bevaras på Det Kongelige Bibliotek i Köpenhamn.